# Lee Sung-kyung
Lee Sung-kyung (kor. 이성경; ur. 10 sierpnia 1990 w Goyang) – południowokoreańska aktorka, modelka i piosenkarka. Najbardziej znana jest z ról w serialach telewizyjnych Cheese in the Trap (2016), The Doctors (2016), Weightlifting Fairy Kim Bok-joo (2016), Dr. Romantic 2 (2020) oraz Sh**ting Stars (2022).

## Wczesne lata i edukacja
Lee Sung-kyung urodziła się 10 sierpnia 1990 roku w mieście Goyang w prowincji Gyeonggi w Korei Południowej. 22 lutego 2016 roku ukończyła studia na Dongduk Women's University.

## Kariera
Sung-kyung rozpoczęła karierę jako modelka, gdzie w 2008 roku wzięła udział w lokalnym konkursie Super Model Contest. W 2013 roku The Papers współpracowali z Sung-kyung przy singlu „I Love You”.
W 2014 roku zadebiutowała jako aktorka, grając drugoplanową rolę w serialu telewizyjnym It's Okay, That's Love. Była to pierwsza modelka-aktorka promowana przez YG KPlus, wspólne przedsięwzięcie YG Entertainment i K-Plus. Następnie w 2015 roku zagrała w weekendowym dramacie Flower of Queen. Za swoją rolę otrzymała nagrodę „Najlepsza nowa aktorka” na MBC Drama Awards.
W styczniu 2016 roku pojawiła się w serialu telewizyjnym tvN o miłości na studiach,  Cheese in the Trap. 28 kwietnia 2016 roku wydała wspólny singiel z Eddym Kimem, który jest coverem utworu Sharp „My Lips like Warm Coffee”. Następnie zagrała w dramacie medycznym SBS The Doctors, w roli neurochirurga. W tym samym roku zagrała swoją pierwszą główną rolę w Weightlifting Fairy Kim Bok-joo, młodzieżowym dramacie sportowym inspirowanym prawdziwą historią olimpijskiej mistrzyni w podnoszeniu ciężarów Jang Mi-ran.
W 2017 roku Sung-kyung podkładała głos w filmie Trolle wraz z Parkiem Hyung-sikiem. Została także obsadzona w filmie romantycznym Love + Sling, wyreżyserowanym przez debiutującego reżysera Kima Dae-woonga. Pojawiła się także w albumie Psy'a 4X2=8 z singlem „Last Scene”. W 2018 roku zagrała główną rolę w melodramacie fantasy About Time. Została obsadzona w filmie komedii akcji Miss & Mrs. Cops, który miał premierę 9 maja 2019 roku, obok Ra Mi-ran.
W 2020 roku zagrała w drugim sezonie popularnego dramatu medycznego Dr. Romantic, wcielając się w postać Cha Eun-jae, utalentowanej kardio-torakalnej chirurg, a jej partnerem został Ahn Hyo-seop.
W 2022 roku zagrała w dramacie tvN Sh**ting Stars u boku Kim Young-dae.

## Filmografia

### Filmy
| Rok  | Tytuł                           | Rola      | uwagi   |
| ---- | ------------------------------- | --------- | ------- |
| 2018 | Trolls (kor. (트롤)             | Poppy     | dubbing |
| 2017 | Love+Sling (kor. (레슬러)       | Ga-young  |         |
| 2019 | Miss & Mrs. Cops (kor. (걸캅스) | Jo Ji-hye |         |

### Seriale
| Rok       | Tytuł                           | Tytuł              | Rola          | Stacja telewizyjna |
| Rok       | Angielski                       | Koreański          | Rola          | Stacja telewizyjna |
| --------- | ------------------------------- | ------------------ | ------------- | ------------------ |
| 2014      | It's Okay, That's Love          | 괜찮아, 사랑이야   | Oh So-nyeo    | SBS                |
| 2015      | Flower of Queen                 | 여왕의 꽃          | Kang Yi-sol   | MBC                |
| 2016      | Cheese in the Trap              | 치즈인더트랩       | Baek In-ha    | tvN                |
| 2016      | The Doctors                     | 닥터스             | Jin Seo-woo   | SBS                |
| 2016      | Weightlifting Fairy Kim Bok-joo | 역도요정 김복주    | Kim Bok-joo   | MBC                |
| 2017      | While You Were Sleeping         | 당신이 잠든 사이에 |               | SBS                |
| 2018      | About Time                      | 멈추고 싶은 순간:  | Choi Michaela | tvN                |
| 2020      | Once Again                      | 한 번 다녀왔습니다 | Ji Sun-kyung  | KBS2               |
| 2020      | Record of Youth                 | 청춘기록           | Jin Seo-woo   | tvN                |
| 2020–2023 | Dr. Romantic                    | 낭만닥터 김사부    | Cha Eun-jae   | SBS                |
| 2022      | Sh**ting Stars                  | 별똥별             | Oh Han-byeol  | tvN                |
| 2023      | Call It Love                    | 사랑이라 말해요    | Shim Woo-joo  | Disney+            |